# Devičie
Devičie – wieś (obec) na Słowacji położona w kraju bańskobystrzyckim, w powiecie Krupina. Pierwsze wzmianki o miejscowości pochodzą z roku 1256.
Według danych z dnia 31 grudnia 2012, wieś zamieszkiwały 302 osoby, w tym 156 kobiet i 146 mężczyzn.
W 2001 roku pod względem narodowości i przynależności etnicznej miejscowość zamieszkiwali wyłącznie Słowacy.
Ze względu na wyznawaną religię struktura mieszkańców kształtowała się w 2001 roku następująco:
- Katolicy rzymscy – 37,15%
- Ewangelicy – 57,64%
- Ateiści – 4,17%